# Tilbage I Solen
Tilbage I Solen er et mixtape udgivet af den danske rapper Joe True den 12. juni 2006. Albummet er produceret af Machacha, Klumpen, Martin J (aka Dupardejen), Prinz Valium og selskabet Brogade Boogie har stået for distribueringen. 
Den ene coverversion er nummeret ”Grill Ting” bygget over en instrumental version af Dr. Dre og Snoop Dogg- nummeret ”Nuthin’ but a G Thang”. Joe True og gæsterapperne Stik Op Jakob og Twajs har i deres version forsynet Dres instrumental med danske rap-vokaler.
Den anden coverversion er en ny version af MC Einar ”28 i Skyggen” fra Arh Der! – et nummer der i sin oprindelige udgave featurede gæsterap på grønlandsk, men i Joe Trues version er blevet forsynet med gæsterap på sønderjysk fra L:Ron:Harald i stedet. 

## Spor
1. "Intens Intro"
2. "Hot Affære"
3. "Det Her Det' En Fest"
4. "Tilbage i Solen"
5. "Den Uendelige Historie"
6. "Grill Ting" ft. Stik Op og Twajs
7. "Gadeplan Part 3"
8. "Pump Det Her!"
9. "28 Grader i Skyggen" ft. L:Ron:Harald
10. "Joe Ka' Rapp'!"
11. "Stil"
12. "Lys, Lyd, Lir" ft. Jonny Hefty
13. "Køre Langsomt" ft. Baby Bubba The Beat
14. "Hey Joe" (Prinz Valium remix)